# Harakovce
Harakovce (em alemão: Harachsdorf; húngaro: Harakóc) é um município da Eslováquia, situado no distrito de Levoča, na região de Prešov. Tem 5,28 km² de área e sua população em 2018 foi estimada em 60 habitantes.

## Demografia
| Ano:        | 1994 | 2004   | 2014    | 2024   |
| ----------- | ---- | ------ | ------- | ------ |
| Broj ljudi: | 71   | 69     | 59      | 54     |
| Razlika:    |      | -2,81% | -14,49% | -8,47% |

| Ano:               | 2023 | 2024   |
| ------------------ | ---- | ------ |
| Número de pessoas: | 56   | 54     |
| Diferença:         |      | -3,57% |